# الکتاب
الکتاب نام تنها تألیفی است که از سیبویه فارسی باقی مانده است. این کتاب را کامل‌ترین کتاب نحو در زبان عربی خوانده‌اند. الکتاب به زبان‌های خارجی نیز ترجمه شده‌است و تلخیص آن هنوز از کتب درسی دانشجویان عربی‌خوان اروپایی‌ست. متن الکتاب برای نخستین بار در دو مجلد در سال‌های ۱۸۸۱ و ۱۸۸۹ ترجمه و در پاریس منتشر شده‌است. الکتاب با شرح ابوسعید حسن سیرافی متوفی ۳۶۸ هجری قمری به نام الوافر الرافی و با شرح شواهدان در دو جزء در مطبعهٔ مصر در سال ۱۳۱۷ - ۱۳۱۶ برای نخستین بار به چاپ رسیده‌است.
‌